# Apollo 3
Apollo 3 — юношеская рок-группа из Германии, образованная в 2006 году. Известность к ребятам пришла после выхода фильма «Die Vorstadtkrokodile» («Крокодилы пригорода» или «Деревенские крокодилы»), к которому они исполнили заглавный саундтрек «Superhelden».

## История группы
В составе группы три человека: вокалист Генри Хорн (25.06.1997), гитарист Дарио Флик (05.01.1997) и вокалист (рэп) Марвин Шлатер (25.08.1996). Участники группы родились в Кёльне. Марвин и Дарио знакомы с детского сада. Втроем они играют с девяти лет. Когда им было десять, классный руководитель обратил внимание на их группу и предложил связаться с автором песен и музыкальным продюсером Нико Флоссом (англ. Niko Floss). В 2009 году они выпустили дебютный одноименный альбом «Apollo 3». Альбом был выпущен под лейблом Sony Music Entertainment и включал в себя среди прочего песню «Супергерой» («Superhelden»), который был одним из саундтреков к фильму «Деревенские крокодилы»/«Крокодилы пригорода» («Vorstadtkrokodile»).
Весной 2009 года они выпустили два сингла на песни «Superhelden» & «Startschuss» одноимённый альбом «Apollo 3».
В 2010 году снялись в фильме «Чёртовы футболисты».
27 сентября 2013 года вышел альбом "Feier dein leben".

## Дискография

### Альбомы
- Apollo 3 (2009)
- 2010 (2010)
- Feier dein leben (2013)

### Синглы
- Superhelden (2010)
- Startschuss (2009)
- Chaos (2010)
- Unverwundbar (2010)[1]
- Überflieger (2011)
- Wir sehn uns dann am Meer (2013)
- Feier Dein Leben (2013)
- Diabolisch

## Клипы
- Superhelden
- Startschuss
- Chaos
- Wir sehn uns dann am Meer
- Feier Dein Leben